# Fausto, o Bizantino
Fausto de Bizâncio (em armênio/arménio:  Փավստոս Բուզանդ, transl. P'awstos Buzand) é o suposto autor de um livro sobre História da Armênia, escrito em estilo épico, descrevendo a vida militar, sociocultural e política da Armênia do século IV.
A identidade de quem foi Fausto de Bizâncio foi tema de discussão no século V, e continua sendo debatida até hoje.
O texto é composto de quatro livros, numerados como "Livro III" a "Livro VI". Aparentemente, nunca houve os "Livros I" e II", e a numeração decorre dos livros terem sido incluídos em uma coleção que começava com outros dois livros como "I" e "II".

### Tradução para o inglês por Robert Bedrosian
- «Livro III»
- «Livro IV»
- «Livro V»
- «Livro VI»